# Puchar Europy w Wielobojach 2010
28. Puchar Europy w Wielobojach – zawody lekkoatletyczne, które zostały zorganizowane przez European Athletics 26 i 27 czerwca 2010 roku w trzech europejskich miastach. W imprezie drużyny męskie rywalizowały w dziesięcioboju, a żeńskie w siedmioboju. Gospodarzem superligi pucharu Europy był Tallinn, pierwszej ligi Hengelo, a drugiej ligi Tel Awiw. 
Początkowo zawody drugiej ligi miała zorganizować portugalska miejscowość Ribeira Brava, jednak z powodu powodzi w tym mieście postanowiono przenieść zawody do Izraela.

## Rezultaty

### Superliga
Zawody superligi rozegrano w estońskim Tallinnie. Zwycięzcą wśród kobiet okazała się reprezentacja Francji, a wśród mężczyzn zwycięstwo odniosła ekipa gospodarzy. Do I ligi spadła wśród kobiet Polska i Szwecja, a wśród mężczyzn Szwecja i Hiszpania.

#### Mężczyźni

##### Drużynowo
| Pozycja | Reprezentacja | Wynik (pkt) |
| ------- | ------------- | ----------- |
| 1       | Estonia       | 23746       |
| 2       | Rosja         | 22742       |
| 3       | Francja       | 22556       |
| 4       | Białoruś      | 22273       |
| 5       | Finlandia     | 21981       |
| 6       | Ukraina       | 21935       |
| 7       | Szwecja       | 21839       |
| 8       | Hiszpania     | 19774       |

#### Kobiety

##### Drużynowo
| Pozycja | Reprezentacja   | Wynik (pkt) |
| ------- | --------------- | ----------- |
| 1       | Francja         | 17 654      |
| 2       | Czechy          | 17 402      |
| 3       | Rosja           | 17 301      |
| 4       | Ukraina         | 17 257      |
| 5       | Estonia         | 17 233      |
| 6       | Wielka Brytania | 16 890      |
| 7       | Polska          | 16 575      |
| 8       | Szwecja         | 16 083      |

### I liga
Zawody I ligi rozegrano w holenderskim Hengelo. Rywalizację wśród mężczyzn wygrała reprezentacja Polski, która wraz z Czechami awansowała do superligi. Spadkiem do II ligi zawody zakończyli Rumunii i Węgrzy. Wśród kobiet do wyższej ligi awansowały Holenderki oraz Greczynki, a do II ligi spadły reprezentacje Hiszpanii i Austrii. 

#### Mężczyźni

##### Drużynowo
| Pozycja | Reprezentacja   | Wynik (pkt) |
| ------- | --------------- | ----------- |
| 1       | Polska          | 22 884      |
| 2       | Czechy          | 22 123      |
| 3       | Wielka Brytania | 21 991      |
| 4       | Szwajcaria      | 21 649      |
| 5       | Włochy          | 21 494      |
| 6       | Holandia        | 20 955      |
| 7       | Węgry           | 20 734      |
| 8       | Rumunia         | 18 609      |

#### Kobiety

##### Drużynowo
| Pozycja | Reprezentacja | Wynik (pkt) |
| ------- | ------------- | ----------- |
| 1       | Grecja        | 16995       |
| 2       | Holandia      | 16728       |
| 3       | Włochy        | 16705       |
| 4       | Białoruś      | 16691       |
| 5       | Szwajcaria    | 16515       |
| 6       | Węgry         | 16069       |
| 7       | Hiszpania     | 16032       |
| 8       | Austria       | 13696       |